# PR rating
Il PR-rating fu sviluppato da AMD alla metà degli anni novanta come metodo di comparazione tra i propri microprocessori x86 e quelli della rivale diretta Intel. La sigla veniva indicata come acronimo di "Performance Rating", ma molti pensavano erroneamente che si trattasse di "Pentium Rating", per ovvie ragioni.
Il primo uso di questo metodo fu col 5x86, che AMD affermò essere equivalente ad un Pentium a 75 MHz, e che denominò quindi "5x86-P75".
Nello stesso anno anche Cyrix adottò questo sistema per la propria famiglia di CPU Cyrix 6x86. Questi processori svolgevano applicazioni in ambiente Windows 95 più velocemente dei Pentium, a parità di clock, quindi l'azienda indicò per loro un PR rating superiore al proprio clock di uno o due "gradini" della gamma di velocità. AMD fece qualcosa di simile per i propri K5, ma abbandonò il sistema con i K6.
Il PR rating fu oggetto di critiche molto dure, dato che si basava su benchmark basati solo su calcolo intero, in cui sia i processori AMD che Cyrix eccellevano, mentre tralasciavano il calcolo in virgola mobile, che svolgevano molto più lentamente rispetto ad un Pentium. Molti esperti ne trassero che questi processori erano quindi una scelta sbagliata per applicazioni come giochi, streaming di video o codifica di file MP3; altri ribattevano che molte applicazioni facevano uso intensivo di calcolo intero, come elaboratori di testo, fogli di calcolo e browser, e che il costo minore dei "processori PR" permetteva in ogni caso migliori prestazioni a parità di spesa. La questione rimane ancora controversa.
Con la scomparsa dei Cyrix MIII (un 6x86MX ribattezzato) dal mercato nel 1999 questo sistema sembrava essere arrivato alla fine, ma AMD lo rispolverò nel 2001 per i suoi Athlon Classic.

## Una risposta al marketing di Intel
Nel 2000 Intel presentò il Pentium 4, il quale, pur essendo inferiore al predecessore Pentium III a parità di clock, permetteva frequenze molto più elevate. Traendo vantaggio dalla semplice superiorità nel clock dei propri processori, Intel prese a distinguere le varie versioni chiamandole con la loro velocità, cosa che risultava molto più semplice al pubblico delle varie caratteristiche del processore. I consumatori presero quindi a pensare che i processori di AMD, dalle frequenze molto inferiori, fossero inferiori ai Pentium anche nelle prestazioni, mentre, a causa della differenza di prestazioni a parità di clock, un Athlon XP a 2,0 GHz poteva tranquillamente superare le prestazioni di un Pentium 4 a 3,0 GHz.
In risposta alla confusione degli utenti AMD reintrodusse il sistema PR, cercando di fare in modo che fosse questo ad essere comparato con le velocità di clock dei Pentium, anche se AMD non confermò mai che quel numero fosse il cloccaggio di un processore Intel equivalente. AMD fece anche in modo che la vera velocità di clock non comparisse mai se non nel BIOS.
Questo uso del PR rating fu meno criticato, date le buone prestazioni degli Athlon XP sia nel calcolo intero che in virgola mobile, ed effettivamente superava le prestazioni di un Pentium 4 cloccato al PR rating dell'AMD. La tabella dei PR rating degli Athlon XP e 64 viene considerata ufficialmente indicativa solo per paragoni interni.

## La fine della corsa del clock
Tra 2001 e 2003 le due aziende apportarono modifiche minime ai propri processori, cercando di ottenere prestazioni migliori quasi solo alzando la velocità di clock, e tralasciando modifiche sostanziali al core. Attorno alla metà del 2004 Intel arrivò al limite termico del Prescott, che già produceva quantità enormi di calore nel funzionamento, alla velocità di 3,4 GHz. Intel cominciò a cercare quindi nuovi metodi per incrementare le prestazioni della CPU, come aumentare le dimensioni delle cache.
A causa del cambiamento di filosofia, un Pentium 4 a 3,0 GHz con 1 MB di cache L2 poteva ora superare le prestazioni di un Pentium 4 a 3,4 GHz con 512 KB di cache. La velocità di clock non poteva più differenziare da sola le versioni del Pentium 4: Intel adottò quindi un proprio PR rating usando tre cifre, e ora si trova col problema di far considerare il PR rating più della velocità di clock: ironicamente, un problema che si è creata da sola.
In conclusione, sia i "rozzi" MHz che il PR rating sono due trappole psicologiche, o strategie di marketing, per il consumatore sprovveduto. La maggior parte degli esperti e degli amatori consulta ora benchmark esaustivi per comparare le macchine che offre il mercato.